# Tautumeitas
Tautumeitas — латвійський фольк- та етно-гурт, що заснований у 2015 році та складається зі шести вокалісток-інструменталісток. Вони представляли Латвію на Пісенному конкурсі Євробачення 2025 з піснею «Bur man laimi» та посіли 13-те місце.

## Кар'єра
У 2017 році Tautumeitas разом із гуртом Auļi випустили альбом Lai māsiņa rotājās!, що складається з 13 треків і присвячений заручинам і весіллям, що базуються на балтійських фольклорних традиціях. Альбом отримав щорічну Латвійську музичну премію як найкращий фольк-альбом 2017 року. Lai māsiņa rotājās! також посів 26 місце в європейському чарті World Music Charts Europe у 2018 році й 38 місце у квітневому й травневому випусках Transglobal World Music Chart 2018 року. 2018 року Tautumeitas випустили свій дебютний альбом під однойменною назвою.
Альбом Skrejceļš, що вийшов 2022 року, був представлений у рамках туру з 17 концертів, а також супроводжувався виступами на провідних європейських фестивалях, зокрема Glastonbury (Велика Британія), Eurosonic (Нідерланди), Rudolstadt (Німеччина) та Festival du Bout du Monde (Франція).
20 листопада 2024 року було оголошено, що Tautumeitas стали півфіналістками Supernova 2025 із піснею «Bur man laimi». Це шоу використовується для визначення представника Латвії на Пісенному конкурсі Євробачення. 8 лютого 2025 року Tautumeitas виграли Supernova 2025, здобувши право представляти Латвію на Євробаченні 2025.

### Музика і стиль
У латвійській культурі слово «tautumeita» символізує жіночу красу, силу та національну гідність, і ця ідея є ключовою у творчості колективу.
Tautumeitas поєднують елементи традиційної латиської музики зі сучасним звучанням, трансформуючи народну спадщину Латвії. Колектив здобув значне визнання на національній сцені завдяки своєму виразному стилю, що базується на глибокому етномузикологічному підході. Концертні виступи гурту вирізняються глибокою емоційністю й театралізованою атмосферою. Завдяки академічним знанням у сфері етномузикології, учасниці гурту відтворюють енергію архаїчних наспівів і гармонійно поєднують їх з елементами сучасної сцени, водночас зберігаючи автентичність латвійського фольклору.

## Учасниці

### Поточні
- - Аснате Ранцане — скрипка, вокал, флейта
  - Аурелія Ранцане — ударні, вокал
  - Аннемарія Моїсея — перкусія, вокал
  - Лаура Марта Ліціте — перкусія, скрипка, вокал
  - Габріела Звайгзніте — вокал
  - Кате Слішане — вокал, мандоліна, кларнет, флейта

### Колишні
- - Ілона Дзєрве — акордеон, вокал
  - Лаура Лєпіня — вокал
  - Лаума Берза — скрипка, вокал
  - Лаура Бужинська